# Мягкова, Людмила Михайловна
Людми́ла Михайловна Мягкова (26 апреля 1929, Ленинград — 23 февраля 2022, Берёзовка, Гродненская область) — российский и белорусский художник декоративно-прикладного искусства, мастер художественного стекла, главный художник стеклозавода «Неман» в 1973—1993 гг. Была женой и соратником художника Владимира Мурахвера.

## Биография

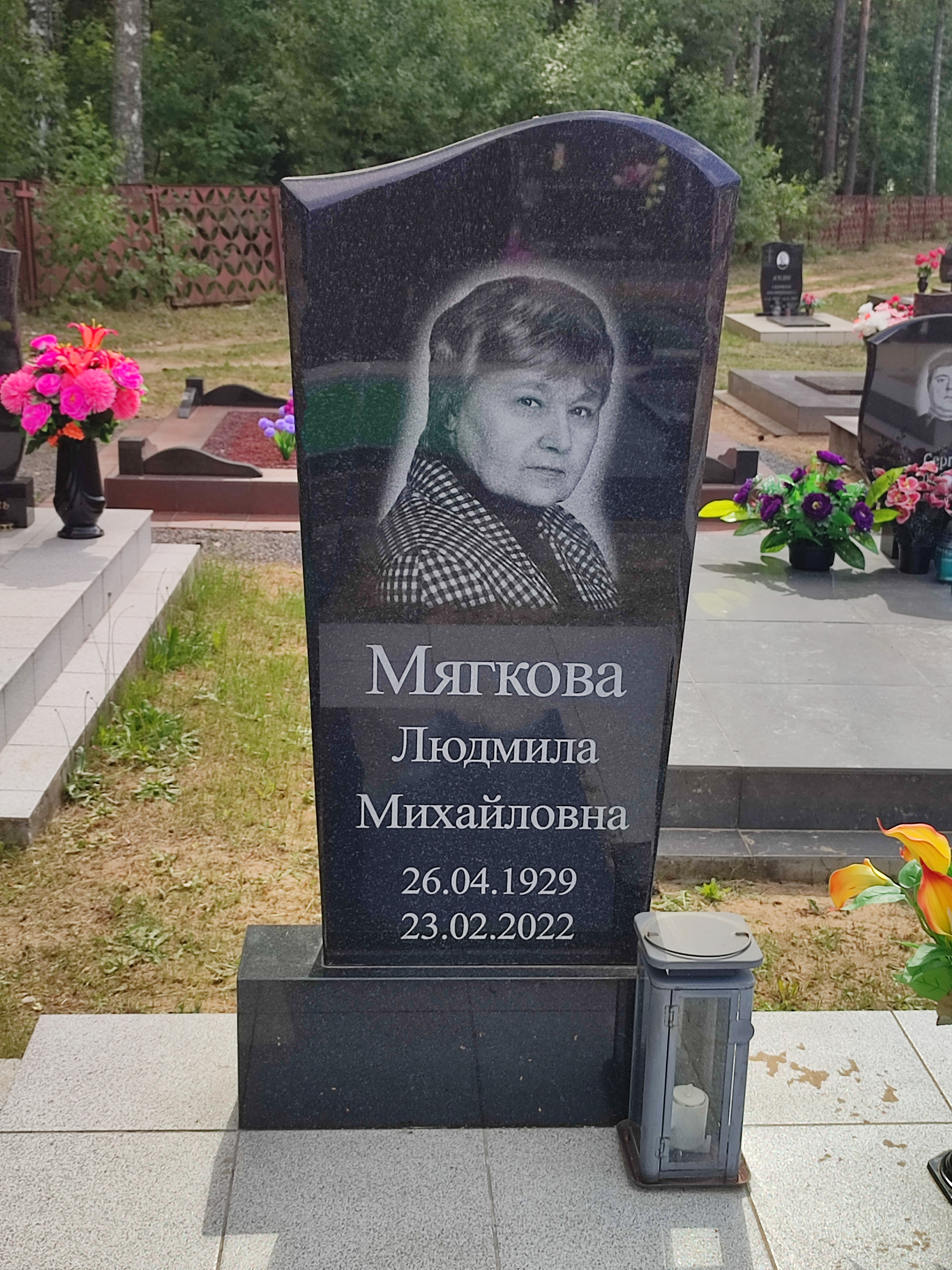
Надгробие Людмилы Мягковой на кладбище в Берёзовке

В 1953 году поступила учиться в Ленинградское художественно-промышленное училища имени Мухиной. Преподавателями по специальности были: Б. А. Смирнова и К. М. Митрофанова. На первом курсе познакомилась со своим будущим коллегой и спутником жизни Владимиром Мурахвером. В 1958 году в первый раз побывала на стеклозаводе «Неман» в БССР. В 1959 году окончила училище, получив диплом по специальности «Керамика и художественная обработка стекла», и уехала вместе с мужем в Берёзовку, получив туда распределение.
До приезда российских художников на стеклозаводе осуществлялся выпуск изделий по старым пресс-формам, на оборудовании, которое Юлиус Столле и Вильгельм Краевский закупили в США в конце XIX — начале XX вв. Людмила Мягкова принимала активное участие в обновлении ассортимента выпускаемых заводом изделий, работала над новыми образцами гутного (выдувного) стекла. Вместе с Владимиром Мурахвером создала новые образцы изделий из прессованного цветного стекла для массового производства.
Похоронена была 25 февраля 2022 года в Берёзовке.

## Творчество
В своих работах использовала традиционные народные формы посуды. Основные произведения — вазы, приборы для компота, ряд винных и десертных наборов, а также тематические и декоративные приборы:
- декоративный прибор: «Юбилейный», созданный к 50-летию СССР
- декоративные приборы: «Север» (1963), «Сад» (1964), «Шахматный» (1966), «Карнавал» (1967)
- декоративный графин «Хоровод» (1969)
- десертный прибор «Кружева»[2]
- декоративная композиция «Ночь» из трех предметов: ваза «Лес», светильник «Ночь», блюдо «Сова»[4].

Работы Людмилы Мягковой находятся в коллекциях белорусских и российских музеев:
- Музей стеклозавода «Неман»
- Национальный художественный музей Республики Беларусь
- Музей-усадьба «Кусково»
- Царицыно (музей-заповедник)[4]
- Омский областной музей изобразительных искусств имени М. А. Врубеля

## Награды и звания
- Золотая медаль ВДНХ СССР (1965)
- Серебряная медаль ВДНХ СССР (1961, 1972, 1973, 1985)
- Бронзовая медаль ВДНХ СССР (1965, 1971)
- Почётная грамота Президиума Верховного Совета БССР (1975)
- Звание Заслуженного деятеля искусств Белорусской ССР (1977)
- Медаль «За трудовое отличие» (1981)
- Почётная грамота Совета министров СССР (1988)
- Серебряная медаль Академии искусств СССР (1990)
- Почётный знак белорусского Союза художников (2001)